# Podział administracyjny Kościoła katolickiego w Kongu
Podział administracyjny Kościoła katolickiego w Kongu – w ramach Kościoła katolickiego w Kongu funkcjonują trzy metropolie, w których skład wchodzi trzy archidiecezje i sześć diecezji.
Jednostki administracyjne Kościoła katolickiego obrządku łacińskiego w Kongu:

## Metropolia Brazzaville
- Archidiecezja Brazzaville
  - Diecezja Gamboma
  - Diecezja Kinkala

## Metropolia Pointe-Noire
- Archidiecezja Pointe-Noire
  - Diecezja Nkayi
  - Diecezja Dolisie

## Metropolia Owando
- Archidiecezja Owando
  - Diecezja Impfondo
  - Diecezja Ouésso